# Knížectví Salm-Salm
Knížectví Salm-Salm (Anglicky Principality of Salm-Salm) bylo knížectví.

## Historie
Knížectví Salm-Salm vzniklo v roce 1574 jako součást Salm-Dhaunu. Byl povýšen z hrabství na knížectví v roce 1739. V roce 1608 byl rozdělen na Salm-Salm a Salm-Neuweiler.
K poslednímu rozdělení došlo v roce 1751, kdy Salm-Salm reorganizoval své hranice s Lotrinském vévodstvím.